# Ahmed Mejri
Ahmed Mejri (* 2. Januar 1990 in Tunis) ist ein tunesischer Boxer und Olympiateilnehmer von 2012 im Leichtgewicht.

## Boxkarriere
Er wurde bereits 2008 Tunesischer Jugendmeister und nahm an internationalen Turnieren und Wettkämpfen in Finnland, Tschechien, Mazedonien, Albanien, Kuba, Algerien, Ungarn, Aserbaidschan und der Türkei teil. 2011 gewann er die Silbermedaille bei den Arabischen Meisterschaften in Katar, die Goldmedaille bei den Afrikaspielen in Südafrika und die Goldmedaille bei den Arabischen Spielen in Katar. 2012 gewann er die Afrikanische Olympiaqualifikation in Casablanca mit Siegen gegen Toribio Koca, Äquatorialguinea, Mohamed Alioua, Ägypten, Andrique Allisop, Seychellen, und Abdelkader Chadi, Algerien.
Er nahm daraufhin bei den Olympischen Spielen 2012 in London teil, besiegte Shafiq Chitou, Benin (16:9), schied jedoch im Achtelfinale gegen Félix Verdejo, Puerto Rico (7:16), aus. 2014 gewann er eine Bronzemedaille beim Afrikanischen Nationencup in Südafrika. im August 2015 gewann er eine Bronzemedaille bei den Afrikanischen Meisterschaften in Marokko. Bei der weltweiten Olympiaqualifikation 2016 in Baku schied er im Achtelfinale aus.
2018 gewann er eine Bronzemedaille bei den Arabischen Meisterschaften im Sudan.